# Лабзіна Ольга Миколаївна
Ольга Миколаївна Лабзіна (нар. 11 (24) липня 1905, Москва — пом. 4 серпня 1971, там же) — радянська театральна актриса, народна артистка РРФСР.

## Біографія
Ольга Миколаївна Лабзіна народилася 11 (24) липня 1905 року в Москві в міщанській родині. У 1923 році закінчила театральну школу МХАТ. У сезоні 1923-1924 років грала у Другій студії МХАТу. 
У 1924-1971 роках служила у Московському Художньому театрі, зіграла 45 ролей. Сценічні персонажі актриси — переважно розбитні жінки з народу, в яких вона розкривала риси лукавства й звабливості, що поєднувалися з практичністю життєвих цілей.
Померла 4 серпня 1971 року в Москві, похована на Ваганьковському кладовищі.

### Родина
- Чоловік — оперний співак і педагог Петро Іванович Селіванов (1905-1980), соліст Великого театру, народний артист РРФСР.[2].

## Нагороди та премії
- Заслужена артистка РРФСР (1938).
- Народна артистка РРФСР (1963).
- орден Трудового Червоного Прапора (26.10.1948).
- Медаль «За доблесну працю у Великій Вітчизняній війні 1941-1945 рр .. ».
- Медаль «В пам'ять 800-річчя Москви».

## Роботи в театрі
- 1924 — «Синій птах» Моріса Метерлінка — Молоко
- 1925 — «Цар Федір Іоаннович» Олексія Толстого — княжна Мстиславська
- 1928 — «Розтратники» Валентина Катаєва — калиновська етуаль
- 1929 — «Квадратура кола» Валентина П. Катаєва — Людмила
- 1929 — «Блокада» Всеволода Іванова — торговка
- 1930 — «Наша молодість» — актриса
- 1933 — «Господиня готелю» Карло Гольдоні — Деяніра
- 1934 — «Пиквінський клуб» Чарльза Діккенса — Мері
- 1935 — «Чудесний сплав» В. М. Кіршона — Тоня
- 1937 — «Гроза» Олександра Островського — Варвара
- 1937 — «Любов Ярова» К. А. Треньова — Дунька
- 1938 — «Достігаєв та інші» Максима Горького — Достігаєва
- 1942, 1956 — «Кремлівські куранти» Миколи Погодіна — торгівка ляльками
- 1944 — «Остання жертва» Олександра Островського — Ірина Лаврівна
- 1957 — «На дні» Максима Горького — Кваша
- 1957 — «Золота карета» Леоніда Леонова — Дашенька
- 1959 — «Плоди навчання» Лева Толстого — Толбухіна
- 1959 — «Золота карета» Леоніда Леонова — Табун-Турківська
- 1960 — «Точка опори» С. І. Альошина — Марія Трифонівна
- 1961 — «Господар» І. Соболєва — Любов Прокопівна
- 1962 — «Гаряче серце» Олександра Островського — Мотря Харитонівна[3]
- 1965 — «Єгор Буличов та інші» Максима Горького — Ксенія
- 1966 — «Вдівець» А. П. Штейна — Поліна
- 1966 — «Ревізор» Миколи Гоголя — дружина Хлопова
- 1970 — «Єдиний свідок» братів Тур — Корзухіна, лікарка
- «Божевільний день, або Одруження Фігаро» П'єра Бомарше — Марселіна
- «Таланти і шанувальники» Олександра Островського — Смельська

## Фільмографія
1. 1967 — Кремлівські куранти — торгівка куклами